# Богдановка (Забайкальский край)
Богда́новка — село на востоке Краснокаменского района Забайкальского края России. Является центром сельского поселения «Богдановское».
Население — 372 чел. (2021).

## География
Находится на востоке Краснокаменского района Забайкальского края, в 70 км от города Краснокаменска.

## История
Основано как пограничный пост. В 1918 году образована коммуна, в 1933 году колхоз «Пограничный». В 1971 году создан совхоз «Богдановский» овощеводческого направления. В 1994 году образована СХА «Богдановка», в хозяйстве работали 122 человека, позже АКФХ «Возрождение».

Степь возле села

## Население
| 2002 | 2003 | 2010 | 2012 | 2013 | 2014 | 2015 |
| ---- | ---- | ---- | ---- | ---- | ---- | ---- |
| 742  | ↘703 | ↘540 | ↘519 | ↘509 | ↘505 | ↘486 |
| 2016 | 2017 | 2018 | 2019 | 2020 | 2021 |      |
| ↘477 | ↘465 | ↘452 | ↘426 | ↘420 | ↘372 |      |

## Инфраструктура
В селе имеются: школа, клуб, библиотека, фельдшерский пункт.

## Достопримечательности
В 1987 году на здании школы открыта мемориальная доска в честь выпускника В.Б. Богданова, погибшего в Афганистане, награждённого посмертно орденом Красной Звезды.